# Cista Provo
Cista Provo je općina u Hrvatskoj. Nalazi se u Splitsko-dalmatinskoj županiji, na zapadu Imotske krajine. 

## O općini
Općina je osnovana 24. travnja 1993. godine temeljem Zakona o lokalnoj samoupravi i upravi izdvajanjem iz dotadašnje općine Imotski. Dan Općne Cista Provo je blagdan Svetog Petra i Pavla – 29. lipnja.

## Općinska naselja
U sastavu općine je 6 naselja (stanje 2006.), to su: Aržano, Biorine, Cista Provo, Cista Velika, Dobranje i Svib.

## Zemljopis
Cista Provo je u smještena u zapadnom dijelu Imotske krajine, na visoravni dugoj 7 km, (zajedno s Cistom Velikom) na nadmorskoj visini od 463 m. Prometni položaj je pogodovao razvitku trgovine, ugostiteljstva, sajmova, obrta itd. 
Susjedni gradovi i općine su:
- Lovreć s istočne strane
- Šestanovac i Omiš s južne strane
- Trilj sa zapadne strane
- Tomislavgrad u BiH sa sjeverne strane

## Povijest
U prvoj polovici 17. stoljeća je u Cisti došlo do prvog stupnja odvajanja od starohrvatske župe Radobilje kojoj je pripadalo od starina. Iako je još bila dijelom te velike župe, u Cisti je već bio kapelan koji je u njoj boravio i službovao, neovisno o Radobilji.
Godine 1754. se izričito u crkvenim papirima biskupa Pacifika Bizze naglašava da su Kreševo i Katuni glavna sela u župi Radobilji, a da su u župi još Blato, Nova Sela, Cista, Dobranje i Svib.
Godine 1825. se Cista dodatno odvaja, iako je i dalje pod Radobiljom – mjesto vodi svoje odvojene matice.
Godine 1845. se Cista odvaja od Radobilje (matice je imala Cista odvojeno već od 1825.).

## Stanovništvo

### Popis 2011.
Po popisu stanovništva iz 2011. godine, Općina Cista Provo ima 2335 stanovnika. Većina stanovništva su Hrvati s 99,74 %, a po vjerskom opredijeljenju većinu od 99,91 % čine pripadnici katoličke vjere.
Broj stanovnika po naseljima:
- Aržano – 478
- Biorine – 181
- Cista Provo – 469
- Cista Velika – 616
- Dobranje – 161
- Svib – 430

### Popis 2001.
Po popisu stanovništva iz 2001. godine, općina Cista Provo imala je 3674 stanovnika, raspoređenih u 6 naselja:
- Aržano – 754
- Biorine – 241
- Cista Provo – 526
- Cista Velika – 1134
- Dobranje – 378
- Svib – 641

| broj stanovnika | 3254  | 3539  | 3753  | 4250  | 4778  | 5540  | 5558  | 5830  | 6404  | 6363  | 6486  | 6615  | 5359  | 5105  | 3674  | 2335  | 1799  |
|                 | 1857. | 1869. | 1880. | 1890. | 1900. | 1910. | 1921. | 1931. | 1948. | 1953. | 1961. | 1971. | 1981. | 1991. | 2001. | 2011. | 2021. |

| broj stanovnika | 336   |       | 325   | 520   | 550   | 720   |       | 695   | 768   | 717   | 716   | 845   | 607   | 687   | 526   | 469   | 404   |
|                 | 1857. | 1869. | 1880. | 1890. | 1900. | 1910. | 1921. | 1931. | 1948. | 1953. | 1961. | 1971. | 1981. | 1991. | 2001. | 2011. | 2021. |

#### Nacionalni sastav, 2001.
- Hrvati – 3637 (98,99 %)
- Nijemci – 3
- Crnogorci – 1
- Slovenci – 1
- ostali – 1
- neopredijeljeni – 6 (0,19 %)
- nepoznato – 7 (0,22 %)

## Poznate osobe
- Zvonko Madunić, pjesnik

## Vanjske poveznice
- Općina Cista Provo, službeno mrežno mjesto